# Andrologi
Andrologi er den gren indenfor lægevidenskaben der beskæftiger sig med sygdomme, der specielt relaterer sig til mænds reproducerende organer.